# Elena Taloș
Elena Andreea Taloș (* 24. Februar 1995 in Câmpulung als Elena Andreea Panțuroiu) ist eine rumänische Dreispringerin und Siebenkämpferin.

## Sportliche Laufbahn
2011 nahm Elena Taloș an den Jugendweltmeisterschaften in Lille teil und schied dort bereits in der Qualifikation aus. 2013 gewann sie die Silbermedaille bei den Junioreneuropameisterschaften in Rieti mit 13,36 m. 2014 belegte sie Platz fünf bei den Juniorenweltmeisterschaften in Eugene. 2015 schied sie in der Qualifikation der Halleneuropameisterschaften in Prag aus. Bei den U23-Europameisterschaften trat sie sowohl im Weit- als auch im Dreisprung an. Während sie im Weitsprung in der Qualifikation ausschied, gewann sie in ihrer Spezialdisziplin die Silbermedaille. Bei den Weltmeisterschaften in Peking schied sie bereits in der Qualifikation aus. 2016 nahm sie an den Hallenweltmeisterschaften teil und belegte dort Platz fünf. Bei den Europameisterschaften in Amsterdam schied sie ein weiteres Mal in der Qualifikation aus. Es gelang ihr, sich für die Olympischen Spiele in Rio de Janeiro zu qualifizieren, bei denen sie auch in der Qualifikation ausschied.
Bei den Halleneuropameisterschaften 2017 in Belgrad schied sie mit 13,84 m in der Qualifikation aus. Bei den U23-Europameisterschaften im polnischen Bydgoszcz gewann sie im Dreisprung die Goldmedaille mit 14,27 Metern und setzte sich damit gegen die Spanierin Ana Peleteiro durch. Sie trat auch im Weitsprung an, schied dort aber trotz Saisonbestleistung von 5,98 m in der Qualifikation aus. Sie nahm auch an den Weltmeisterschaften in London teil, bei denen sie sich aber mit einer Weite von 14,02 m nicht für das Finale qualifizieren konnte. Im Jahr darauf wurde sie bei den Hallenweltmeisterschaften in Birmingham mit 14,33 m Vierte, wie auch bei den Europameisterschaften im August in Berlin mit 14,38 m. 2019 gewann sie bei den Balkan-Meisterschaften in Prawez mit 13,89 m die Bronzemedaille und anschließend gelangte sie bei den Weltmeisterschaften in Doha bis ins Finale und klassierte sich dort mit 14,07 m auf dem elften Platz. 2020 siegte sie dann mit 13,75 m bei den Balkan-Hallenmeisterschaften in Istanbul.
2022 belegte sie bei den Balkan-Hallenmeisterschaften in Istanbul mit 13,24 m den fünften Platz. Im Juni gewann sie bei den Freiluftmeisterschaften in Craiova mit 13,84 m die Bronzemedaille hinter der Serbin Ivana Vuleta und Tuğba Danışmaz aus der Türkei. Anschließend belegte sie bei den Europameisterschaften in München mit 14,01 m den achten Platz. Im Jahr darauf verpasste sie bei den Halleneuropameisterschaften in Istanbul mit 13,39 m den Finaleinzug. Im Juli gewann sie bei den Balkan-Meisterschaften in Kraljevo mit 13,75 m die Silbermedaille hinter Tuğba Danışmaz und im August schied sie bei den Weltmeisterschaften in Budapest mit 14,06 m in der Vorrunde aus. 2024 siegte sie mit 13,89 m bei den Balkan-Hallenmeisterschaften in Istanbul und kurz darauf gelangte sie bei den Hallenweltmeisterschaften in Glasgow mit 13,65 m auf Rang zehn. Im Juni verpasste sie bei den Europameisterschaften in Rom mit 13,59 m den Finaleinzug. Anschließend gelangte sie bei den Olympischen Sommerspielen in Paris mit 14,03 m im Finale auf Rang zehn. Im Jahr darauf gewann sie bei den Balkan-Hallenmeisterschaften in Belgrad mit 13,58 m die Silbermedaille hinter der Serbin Aleksandrija Mitrović und anschließend brachte sie bei den Halleneuropameisterschaften in Apeldoorn in der Vorrunde keinen gültigen Versuch zustande.
In den Jahren 2016, 2018 und 2019 sowie 2022 und 2023 wurde Taloș Rumänische Meisterin im Dreisprung im Freien sowie 2014, von 2016 bis 2019 und 2022 auch in der Halle. Zudem wurde sie 2014 und 2017 auch Meisterin im Hallenfünfkampf.

## Persönliche Bestleistungen
- Weitsprung: 6,44 m, 15. Februar 2015 in Bukarest
- Dreisprung: 14,47 m (+1,4 m/s), 19. Juni 2018 in Montreuil
- Siebenkampf: 5102 Punkte, 31. Mai 2013 in Bukarest
  - Fünfkampf (Halle): 4309 Punkte, 11. Februar 2017 in Bukarest